# 도호 십자로 사건
도호 십자로 사건(일본어: 東峰十字路事件 도호주지로지켄[*])은 1971년 9월 16일 나리타 국제공항(당시 신도쿄 국제공항) 건설 예정지 내 공항 건설 반대파가 소유한 토지에 대한 지바현의 제2차 행정대집행 첫날에 후방 경비를 위해 파견되었던 가나가와현 경찰의 특별기동대가 극좌폭력집단 등에게 습격당해 특별기동대원 3명이 살해당한 충돌 사건이다.
이 사건을 다루는 서적이나 일본 경찰 측의 자료에서는 도호 십자로 경찰관 살해 사건(일본어: 東峰十字路警察官殺害事件)이라고 부르고 있다.

## 배경
신도쿄 국제공항의 건설은 일본 정부 측의 설명과 설득 부족으로 지역 주민의 거센 반발을 불러일으켰다. 반대하는 지역주민들은 도미사토촌과 마찬가지로 정부와 대결할 것을 결의, 도미사토의 반대 운동 조직과 현지에 단결소옥을 짓고 상주하는 혁신정당 조직가들의 지도를 받으면서 각 지역에서 반대 운동 단체를 조직했다. 〈산리즈카 공항반대동맹〉이 결성된 것은 신공항설명회에서 불과 3일 후인 1966년 6월 28일이었다. 1966년 7월부터 8월 사이에 산리즈카 공항반대동맹과 시바야마 공항반대동맹이 합동하여 산리즈카 시바야마 연합공항반대동맹(이하 반대동맹)이 결성되었다.
주민의 가혹한 투쟁을 앞두고 원만한 토지 수용이 불가능하다고 판단한 공항공단은 국가 권력을 이용하여 나머지 토지를 강제적으로 입수하기로 결정하였다. 1970년에는 수용위원회가 강제 수용 신청에 필요한 토지조서 및 물건조서 작성을 위해 공항공단이 일본 토지수용법 제35조에 따른 미인수지 현장조사를 시작하였다. 반대파는 이에 대항하여 분뇨나 클로로피크린을 투척하거나 투석, 낫, 죽창 등을 들고 대항하였다. 원래 기동대는 측량을 하는 공항공단의 직원들 뒤를 따르고 있었으나 공항공단 직원이 청년행동대의 죽봉에 큰 부상을 입는 일이 일어나자 전면에 나서게 되었다. 이런 반대파의 투쟁과 더불어 반대파는 강제수용을 더욱 어렵게 만들기 위해 공항공단이 매수한 토지에서 불법 경작하거나 조건찬성파의 밭에서 절도한 농작물을 팔아 얻은 자금과 구 어료목장에서 훔친 목재 등을 이용하여 견고한 단결오두막인 '성채'나 지하요새를 구축하기도 하였다.
이같이 반대 투쟁이 고조되는 가운데, 정부는 일관적인 비타협 자세로 건설 계획을 수행하면서 "2, 3일 안에 경관이 완전히 바뀐다"는 말이 나올 정도로 매우 빠르게 공사를 진행하고 미수지에 대한 수용절차도 같이 이루어졌다. 1971년 2월 22일에서 3월 6일 사이 토지 수용이 어려운 단합오두막집과 1평공유지를 대상으로 1차 행정대집행이 시작되며 반대동맹 지원 당파와 작업원, 기동대 사이 충돌이 발생했다. 이후 반대파가 농성하는 지하 벙커나 '농민방송탑'이 철거되었다. 또한 이 해 8월에는 청년대 등이 일본환야제를 열어 많은 사람들이 투쟁지역을 방문하였다.

## 전개

### 경찰의 작전 계획
같은 해 2월부터 3월 사이에 있었던 제1차 대집행 시에는 구경꾼들이 현장에 몰려와 지지 반대파 학생 등의 선동으로 같이 돌을 던지며 기동대를 방해하는 등 경찰의 대집행 경비에 큰 문제가 발생했다.
같은 해 8월 말에는 지바현 경찰의 경비본부가 1차 대집행 시의 교훈을 바탕으로 2차 대집행 때에는 지지 반대파 활동가 뿐 아니라 반대파 시민 전체를 대집행 현장에 접근하지 못하도록 방침을 세우고, 총 9천명을 동원해 단결소옥 외곽을 검문선(피켓라인)으로 삼중으로 포위한다는 "산주마루 작전"을 계획했다. 이 "산주마루 작전"은 오키나와 전투 당시 구 일본군의 가미카제 특공 대책으로 미국 해군이 채택한 작전인 레이더 피켓을 아이디어로 따서 만들어졌다.
하지만 9월 13일에 열린 회의에서 조정, 연락기능, 예산권을 가진 일본 경찰청이 지방에서 이 정도의 기간과 규모의 경비를 실시한 전례가 없으며 도쿄 대학에서 일어난 야스다 강당 사건 이후 신좌익 학생집단의 대량동원작전이 점점 쇠퇴하고 있다고 판단하며 지바현경의 계획에 난색을 표하고 동원 인원을 2/3로 줄였다. 이 때문에 동원 인원이 3천명 정도 줄어들었지만 단결소옥에 대응하는 부대에 인원을 우선 배치하여 결국 외곽 경비가 허술해졌다.
그럼에도 경비 구역은 광범위하고 "1개 사단"에 해당하는 총 5,500명이 동원되는 경비부대가 동원되는 대규모 경비 실시라는 점은 다름이 없어 9월 16일에는 지바현 경찰 전 직원 중 1/3이 나리타에 동원되었다.
경비 부대의 주요 배치 계획은 다음과 같다.
- 약 3천명을 거점 주변에 배치하고, "최강"으로 여겨진 경시청 기동대 약 2,500명을 단결소옥이 몰려 있는 고마이노 일대에서 서쪽의 오시미즈 삼거리까지, 지바·사이타마현 경찰기동대는 일평용지와 덴나미 방면으로 각각 배치한다.
- 나머지 약 2,500명을 8개 부대로 나눠 공항 주변 지역에 투입하고, 본 경비 실시를 위해 지바현에 지원 파견되는 가나가와현 경찰 특별기동대(가나가와 연대) 제2대대가 단결소옥 포위부대의 동쪽(미에마루 작전의 가장 바깥쪽 포위망에 해당)인 도호 및 덴진미네 방면으로 배치해 후방 경비 및 도로 봉쇄를 실시한다.

### 반대파의 작전
반면 반대파는 1차 행정대집행 및 7월에 있었던 농민방송탑 가처분 저지 투쟁의 경험을 바탕으로 실력 행사에 참여하는 전원이 단합소나 지하벙커에 들어가 농성하는 1차 행정대집행까지의 전술을 전환해 "게릴라 부대"를 편성하여 외곽을 경비하는 경찰 저지선을 돌파하고 기동대의 규제로 갇혀 있던 구경꾼과 농성 부대와 합류하여 기동대와 대치한다는 계획을 세웠다. 반대파는 골판지로 현지의 입체 모형을 만들어 경로를 정하고, 무전기를 가진 자를 곳곳에 편성해 경찰 무전기를 감청하는 등 기동대의 동향을 파악할 수 있도록 운용했다.
전날인 15일에는 중핵파 등 일본의 신좌파 활동가 약 2천명이 현지에 들어왔고, 다음 날인 대집행 당일에는 5천명이 넘는다고 예상되었다. 중핵파는 대집행에 앞서 9월 10일 도쿄에서  열린 총결의대회에서 대표가 "권력의 하수인인 기동대를 섬멸하고 호쿠소 지대를 해방구로 만들자"고 선언했고, 기관지인 《전진》에서는 "농민을 죽여서라도 공항 건설을 강행하는 사토(총리)여! 공단이여! 그 고용병인 기동대여! 산리즈카에 올려면 와라. 하지만 살아서 돌아갈 수 있을 것이라 생각하지 마라"라는 위원장의 선언문이 개제되었다. 과격파 집단 사이에는 "경찰은 권력의 하수인, 죽이고 싶으면 죽여라"라는 구호가 오고갔다.

### 대치
9월 16일부터 신도쿄 국제공항 건설에 따른 2차 행정대집행 경비를 위해 지바현 경찰대집행 경비본부는 지바현 경찰기동대 외에 경시청 기동대, 간토관구 기동대 등 총 5,300명의 경비부대를 동원했다.
당일 새벽 6시 45분에 대집행이 선언되었다. 일평지주 공유지에서는 일본사회당 의원 등 일평지주가 농성을 계속했고 '요새'라고 불렀던 3곳의 단결소옥에서는 주민(산리즈카 시바야마 연합공항반대동맹)과 지원단체가 농성을 벌이고 있었으나 경비부대는 일본 행정대집행법에 근거해 이들을 내쫓기 위한 행동을 시작했다.
행정대집행이 시작된 직후부터 게릴라 부대가 계획에 따라 단결소옥 주변 후방 경비를 담당하는 부대를 차례로 습격했다. 공항 예정지 서북쪽의 오시미즈 등에서 폭탄 게릴라, 바리케이드 구축 등의 움직임이 있어 대응하는 치안당국의 의식이 도호 방면으로 향하지 못했다.

### 사건 이전까지 반대파와 홋타 대대의 움직임
사건 당사자의 이름이나 부대 배치는 당대 신문 기사와 사건을 다룬 서적을 그대로 인용했다.
가나가와 연대 제2대대는 대대장이 가나가와현 경찰차장인 홋타 야스오 경위였기 때문에 홋타 대대라고 불린다.
홋타 대대의 261명은 당일 오전 4시에 집결지였던 가와사키 린코 경찰서에서 지붕이 있는 트럭 등 14대의 차량에 나누어 타고 출발해 대집행이 선언되기 직전인 오전 6시 30분경 고마이노 단결소옥 동쪽의 오미가와 현도의 도호 사거리에 도착했다.
현지에 도착한 홋타 대대는 "도호 십자로 부근에서 검문과 함께 부근을 수색해 산림 내에 은닉된 화염병, 게발트봉 등을 찾아낸다"는 임무 수행을 위해 도호 십자로를 중심으로 제1중대가 두 패로 나뉘어 제1소대는 북쪽 기타바야시 사무소 방향으로, 제2소대는 남쪽 아사히다이 방면 수색을 담당했으며 제2중대는 서쪽 단결가도 방면 검문과 가도 좌우의 숲 수색을 진행했다. 제3중대 제1소대는 대대 본부에서 차량 경비를, 제2소대는 공항공사 사무실로 향할 예정이었으나 차량 고장으로 도착이 늦어졌다.
한편 공항 반대파의 청년행동대가 안내를 맡은 반기파, 프로학동, 일중파, 해방파, 프론트, 노학련, 인민연대, 우쓰노미야 대전공투 등 과격파 학생집단으로 이루어진 게릴라 부대 약 700명이 오전 3시경 도호 십자로 남쪽 시바야마정 요코보리 지구에 집결했다. 도중에 화염병, 죽창 등을 보급받으며 도호 지구로 향했다. 십자로 남쪽의 현유림에서 휴식을 취하던 도중 도호 십자로에 기동대가 진입하기 시작했다는 정보가 게릴라 부대에 전달되었다. 게릴라 부대는 기동대를 포위할 계획을 세우고 청년행동대를 포함한 선발대와 지원대 중심의 후발대 두 개로 나누기로 했다. 선발대는 도호 십자로를 한 번 우회하여 북쪽으로 돌아가고, 후발대는 조금 늦게 동쪽에서 십자로를 향해 서진하는 형태로 진격했다. 한편 오전 5시에서 6시 사이 도호 십자로와 공항 예정지를 사이에 두고 반대편에 위치한 오시미즈 지구에서 학생들의 폭탄 투척과 검문검색이 이루어지고 있어 경찰본부는 경시청 부대를 파견하고 결과적으로 이것이 상황을 교란하는 역할을 했다.
양 측은 곧 십자로 부근에서 접촉했다. 공단 사무실로 향하던 제3중대 제2소대 후방에 정차해 있던 제1중대 제1소대 수송차량이 화염병 공격으로 불에 탔고, 수풀 속에서 헬멧을 쓴 집단이 나타나 부대를 향해 돌을 던지고 죽창을 휘두르며 공격했다. 3시간 정도 걸려 현지에 도착해 막 전개를 마친 홋타 대대는 죽순대 등이 우거진 수풀 속 측면에서 총 700여명의 게릴라 집단이 갑자기 나타나 부대를 흩뜨러놓는 모양새가 되었다. 홋타 대대는 수색을 위해 각 소대를 분산시킨 상태에서 습격을 받았다.

### 반대파와 홋타 대대의 충돌
오전 7시경 "기타바야시 사무소 방면에 화염병 2,300개가 숨겨져 있다는 정보가 있으니 수색하라"는 지시를 받고 현장에 출동한 후쿠시마 세이이치 경위(당시 가나가와 경찰서 외근제1과 계장, 47세)가 이끄는 제1중대 제1소대(후쿠시마 소대) 30명은 십자로 북쪽을 수색했다. 그런데 십자로 동북쪽의 수풀을 차례로 빠져나온 흰색과 빨간색 헬멧을 쓴 게릴라 부대 선발대 200여명이 나타나면서 후쿠시마 소대가 중대 본대와 분리되어 고립된다.
압도적인 열세에 처한 후쿠시마 소대의 구조 요청 경찰 무전을 들은 대대 본대는 경비본부에 경찰 무전으로 구조부대를 요청하는 동시에 인근을 수색 중이던 2중대와 뒤늦게 도착한 3중대를 포위된 후쿠시마 소대 구출에 투입하러 시도했다. 하지만 때마침 단결가도를 담당하던 2중대가 백색 헬멧 게릴라 100여명과 충돌하고, 3중대와 대대 본부도 게릴라 부대 후발대 집단과 남하하던 선발대의 습격을 받았다. 3중대는 1중대 2소대 및 대대본부와 합류해 십자로 사거리에서 게릴라와 대응했으나 부상자가 속출해 남쪽으로 약 1 km 떨어진 아사히다이 삼거리까지, 3중대 1소대는 단결가도 입구 T자형 사거리까지 후퇴했다. 거의 동시에 분산된 학생들에게 일제히 습격당한 홋타 대대의 지휘계통은 혼란에 빠졌고 부대는 총체적 문제에 빠졌다. 이 습격으로 홋타 경위가 팔이 골절되는 등 대대 전체에서 80여명이 부상을 입었다. 이 중에는 전신 화상이나 오른쪽 눈 실명 등 중상자도 있다. 한 대원은 턱뼈가 부러지고 모든 치아가 빠졌으며, 전신을 100바늘 정도 꿰멘 경우도 있었다.
다른 부대의 구조가 오지 않아 완전히 고립된 후쿠시마 소대는 본대와 반대편인 사거리 북쪽으로 후퇴하면서 게릴라 검거를 시도했지만 포위하는 게릴라 부대로부터 화염병, 각목, 통나무, 돌멩이 등으로 격렬한 공격을 받으며 부상자가 속출했다.
이 충돌로 부대를 지휘하던 후쿠시마 경위 외에 후쿠시마를 보좌하던 제1분대장인 가시무라 신지 경장(가나가와 경찰서 외근제1과 과장, 35세), 게릴라에 대응하던 모리 노부유키 경사(가나가와 경찰서 외근제1과, 23세) 등 3명이 도호 십자로 북쪽 200 m~270 m 떨어진 지점에서 살해당하고 대원 20명 이상이 중상을 입었다.

## 같이 보기
- 나리타 공항 문제
- 산리즈카 투쟁
- 나리타 공항 관제탑 점거사건
- 히가시야마 사건
- 시바야마정장댁 앞 임시파출소 습격사건
- 10·20 나리타 현지투쟁
- 상휼금
- 후타쓰키 히로타카
- 야마구치 다케히데
- 오카베 다카시

## 참고 자료
- 飯高, 春吉 (1976년 8월), 《北総の朝あけ―成田空港闘争と警備の記録》, 千葉日報社出版局, ASIN B000J8VURA, 일본 전국 서지 번호 : 77025359
- 佐藤, 文生 (1978년 4월 1일), 《はるかなる三里塚―インサイド・レポート成田空港》, 講談社, ASIN B000J8PGVG, 일본 전국 서지 번호 : 78016667
- 大坪, 景章, 편집. (1978년 4월 5일), 《ドキュメント成田空港―傷だらけの15年》, 東京新聞出版局, ASIN B000J86CTG, 일본 전국 서지 번호 : 80036293
- 鎌田, 慧, 편집. (1985년 9월 16일), 《三里塚東峰十字路-権力の闇と55人の無実》, 第三書館, ISBN 978-4807485093
- 伊佐, 千尋 (1988년 9월 15일), 《衝突-成田空港東峰十字路事件》, 文藝春秋, ISBN 978-4163425702
- 朝日新聞成田支局 (1998년 6월 24일), 《ドラム缶が鳴りやんで 元反対同盟事務局長石毛博道・成田を語る》, 四谷ラウンド, ISBN 9784946515194
- 公安調査庁, 편집. (1993년 4월), 《成田闘争の概要》
- 成田空港問題シンポジウム記録集編集委員会, 편집. (1995년 3월), 《成田空港問題シンポジウム記録集》, OCLC 704134209
- 北原, 鉱治 (1996년 5월), 《大地の乱 成田闘争 三里塚反対同盟事務局長の30年》, お茶の水書房, ISBN 9784275016294
- 隅谷, 三喜男 (1996년 10월), 《成田の空と大地 闘争から共生への途》, 岩波書店, ISBN 9784000015462
- 原口, 和久 (2000년 5월 1일), 《成田空港365日―1965-2000》, 崙書房出版, ISBN 9784845510672
- 原口, 和久 (2002년 4월 1일), 《成田あの一年》, 崙書房出版, ISBN 9784845501779
- 前田, 伸夫 (2005년 7월 1일), 《特命交渉人用地屋》, アスコム, ISBN 9784776202592
- 《過激派事件簿40年史》, 別冊治安フォーラム, 立花書房, 2001년 8월, 42–46쪽, ISBN 9784803714081
- 福田, 克彦 (2001년 10월), 《三里塚アンドソイル》, 平原社, ISBN 9784938391263
- 大和田武士; 鹿野幹夫 (2010년 4월), 《「ナリタ」の物語 1978年開港から》, 崙書房, ISBN 9784845501960
- 桑折, 勇一 (2013년 12월 1일), 《ノーサイド成田闘争―最後になった社会党オルグ》, ふるさと文庫, 崙書房出版, ISBN 9784845502073
- 警備研究会 (2017년 2월 1일), 《わかりやすい極左・右翼・日本共産党用語集》 五訂, 立花書房, ISBN 9784803715415
- 伊藤睦, 睦, 편집. (2017년 5월 30일), 《三里塚燃ゆ―北総台地の農民魂》, 平原社, ISBN 9784938391607 필요 이상의 변수가 사용됨: |editor-last= 및 |editor= (도움말)